# Lithraea caustica
El litre (Lithraea caustica) es una especie leñosa de la familia de las anacardiáceas, endémica de Chile, distribuido entre las regiones de Coquimbo y Biobío.

## Descripción
Hojas alternas, pinaticompuestas o simples, incluso en un mismo género. En las especies chilenas, persistentes. Inflorescencias cimosas. Flores bisexuales o unisexuales; pequeñas, blanco-amarillentas.* K5 C5 A5-10 G1-3-5. Gineceo con ovario uni o plurilocular. El fruto es una drupa o una nuez comestible.

### Agente alérgeno
El género Lithraea tiene plantas leñosas, arbóreas o arbustivas, provistas de canales resiníferos, tanto en la corteza, como en los rayos medulares del xilema. Presentan resina con el componente urushiol que produce alergias severas, las que pueden llevar a la muerte por shock anafiláctico. Otras plantas que producen alergias similares son las de los géneros Rhus y Toxicodendron. 
Es especialmente conocido en su país por la fuerte reacción alérgica que puede llegar a producir sus hojas al entrar en contacto con la piel, cuyos síntomas son: irritación e inflamación local (ronchas), vesículas y ampollas muy molestas, que ocasionan dolor y picazón.

## Cultura popular
Como manera de evitar la fuerte reacción alérgica que puede llegar a producir el contacto de sus hojas con la piel, la gente del campo según la tradición, recomienda saludarlo atentamente con un "buenos días, señor litre".[cita requerida]
En otros casos la tradición recomienda que para prevenir las reacciones alérgicas, se debe lanzar un insulto al árbol; y en algunas ocasiones, el insulto debe ser también acompañado de un escupitajo.
La intención tras estos ritos es que la persona mantenga la distancia del árbol, evitando que al acercarse y por contacto directo de la piel con la especie se produzcan los efectos adversos antes mencionados.

## Usos

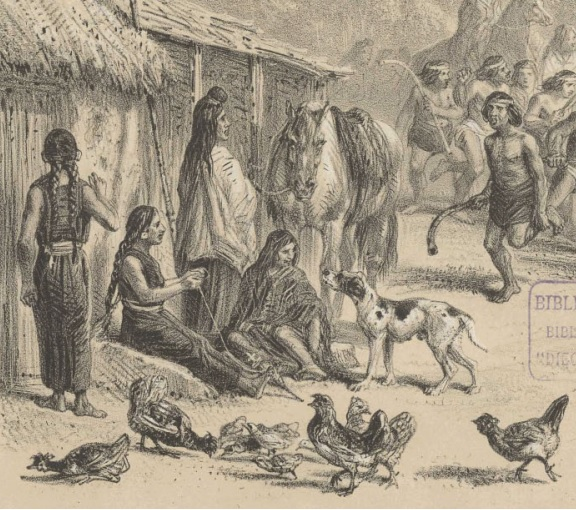
Escena mapuche por Claudio Gay, 1854

Para el pueblo mapuche los frutos del litre constituían parte de los productos de su gastronomía. Estos eran recolectados y se consumían frescos al igual que los del huingán y michay.
Ya en el siglo XVII, el padre Diego de Rosales menciona el uso del litre por parte de los mapuches para incorporar sus bayas o frutos a las bebidas alcohólicas que preparaban o bien producir estas bebidas con base en los frutos fermentados. 

Da una frutilla que cogen las indias con grande tiento y della molida hazen chicha muy sabrosa y que no tiene calidades ningunas nociva.
Padre Diego de Rosales, 1674

A comienzos del siglo XX en los relatos de Pascual Coña, él hace mención a que la producción de la chicha de manzana por los mapuches podía llevar, entre otros, frutos de litre, maqui, huingán, frutilla, lingue.

También se hacia chicha de manzanas. Los antiguos hacían bebidas de muy distintas clases. Entraban en su fabricación las bayas de los arbustos maqui, litre, huingán y la enredadera parrilla; además la frutilla, la quinua y la cebada; hasta los frutos del lingue, los canchahues de la luma, los piñones de la araucaria y las papas. Pero para sus fiestas mas concurridas solían proveerse de la musca, que es chicha de maíz, y del chisco o chicha pura de manzanas. A veces mezclaban las dos clases y la bebían con ocasión de sus festividades.
 Pascual Coña, 1927

## Taxonomía
Lithraea caustica fue descrita por (Molina) Hook. et Arn y publicado en Botanical Miscellany 3: 175. 1833.